# Loděnice (district de Beroun)
Pour les articles homonymes, voir Loděnice.
Loděnice (en allemand : Lodenitz) est une commune du district de Beroun, dans la région de Bohême-Centrale, en République tchèque. Sa population s'élevait à 1 991 habitants en 2020.

## Géographie
Loděnice se trouve à 6 km au nord-est de Beroun et à 22 km à l'ouest-sud-ouest de Prague.
La commune est limitée par Chrustenice au nord, par Nučice, Vysoký Újezd et Lužce à l'est, par Bubovice au sud, et par Svatý Jan pod Skalou et Vráž à l'ouest.

## Histoire
La première mention écrite de la localité date de 1179.

## Administration
La commune se compose de deux quartiers :
- Loděnice
- Jánská